# Мишел Обама
Мишел ЛаВон Обама, по баща Робинсън (родена на 17 януари 1964 г.; на английски: Michelle LaVaughn Obama) е адвокат и съпруга на Барак Обама, 44-ия президент на САЩ.Тя е първа дама на САЩ в периода 2009-2017
Тя е родена и израства в южната част на Чикаго, завършва университета в Принстън и Юридическия факултет на Харвардския университет. След завършване на образованието си се връща в Чикаго и започва работа в адвокатската кантора „Сидли Остин“; по-късно работи в екипа на кмета на Чикаго Ричард Дейли, а освен това и за медицинския център на Чикагския университет.
Мишел се запознава с Барак, докато двамата работят в „Сидли Остин“. Когато Барак Обама печели изборите за Сената, семейството решава да живее в Чикаго вместо във Вашингтон.
Тя е и майка на 2 дъщери – Малия (р. 1998) и Наташа (р. 2001). Мишел е първата афроамериканка, станала първа дама на САЩ.
Мишел Обама е сестра на Крейг Робинсън, баскетболен треньор на Орегонския щатски университет.